# Vuelve tortillas

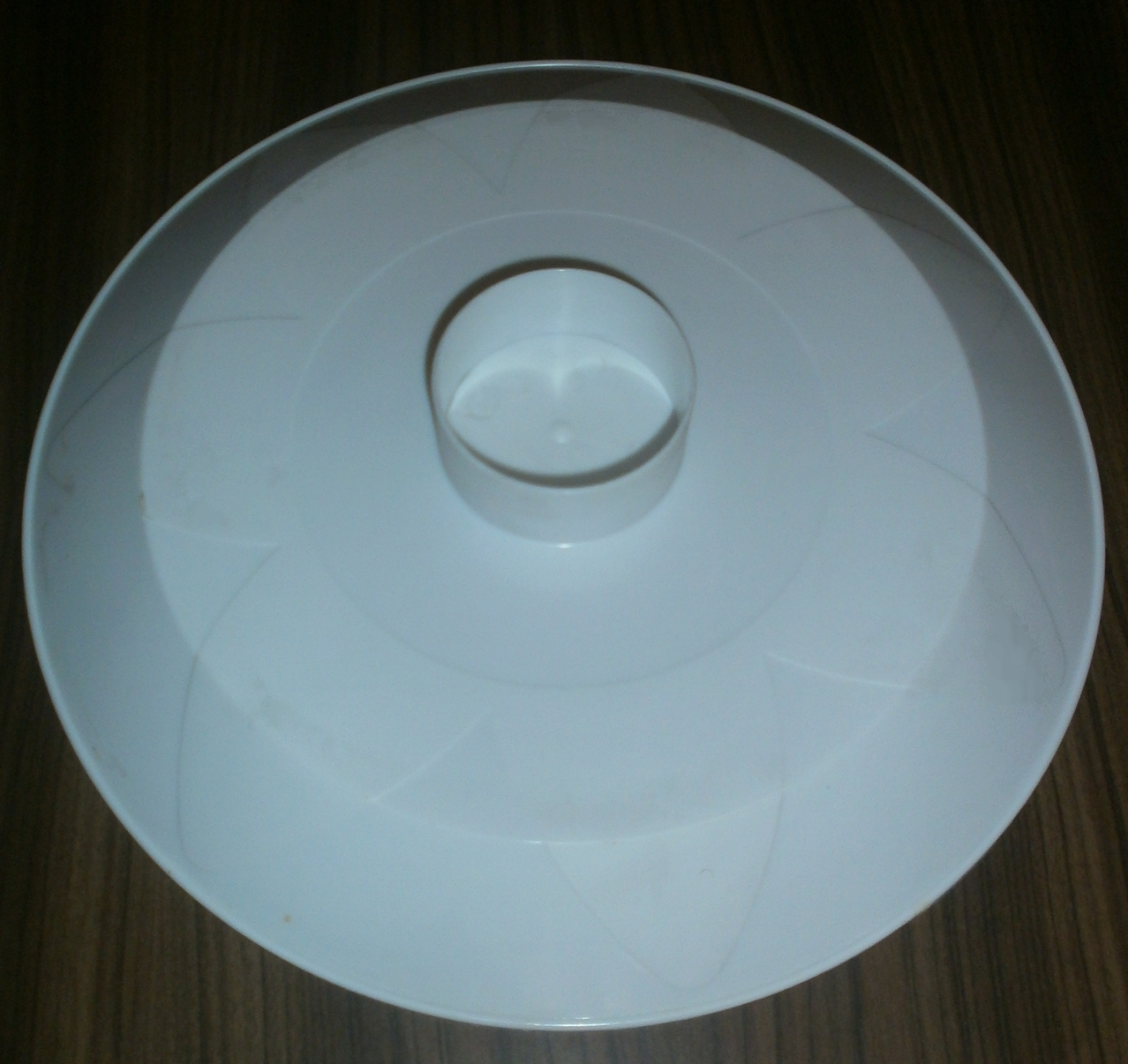
Vuelve tortillas de plástico

El vuelve tortillas (vuelvetortillas o vuelve-tortillas o vuelta tortillas) heredero del plato tortillero de la alfarería tradicional, es un plato redondo, ancho y de poco fondo, con un pomo, asa o agarre circular sobresaliendo en su base, que facilita su uso para «dar la vuelta» a la tortilla de patatas en la sartén, en el proceso de su elaboración, para que ambos lados de la tortilla se hagan por igual.
Su diámetro suele ser superior a los 28 cm del de las sartenes tortilleras estándar. El material más común con el que están elaborados son diversos tipos de cerámica, y pueden estar decorados. Es una pieza frecuente en la alfarería gallega con el nombre de viradeira; también puede aparecer nombrado como ‘vuelta tortillas’ o ‘gira tortillas’.
Existen modelos en madera y en plástico. En su lugar, se puede emplear un plato grande llano o poco hondo.